# Be your wings / FRIENDSHIP / Wait for you
Singles de Girl Next Door
Infinity
(2009) Orion
(2009)
Be your wings / FRIENDSHIP / Wait for you est le 6esingle du groupe Girl Next Door sorti sous le label Avex Trax le 5 août 2009 au Japon. Il atteint la 4e place du classement de l'Oricon. Il se vend à 22 801 exemplaires la première semaine et il reste 8 semaines dans le classement pour un total de 34 354 exemplaires vendus.
Be your wings a été utilisé comme thème d'ouverture pour le jeu vidéo Tales of VS. sur PlayStation Portable; Wait for you a été utilisé comme thème musical pour l'émission J-League sur NHK. Be your wings et FRIENDSHIP sont présentes sur l'album Next Future.

## Liste des titres
Toutes les paroles sont écrites par Chisa & Kato Kenn.
| 1. | Be your wings                                        | Suzuki Daisuke | 4:06 |
| 2. | FRIENDSHIP                                           | Suzuki Daisuke | 4:21 |
| 3. | Wait for you                                         | Suzuki Daisuke | 4:07 |
| 4. | Jōnetsu no Daishō (Ferry Corsten Remix) (情熱の代償) | Suzuki Daisuke | 7:26 |
| 5. | Be your wings (Instrumental)                         | Suzuki Daisuke | 4:06 |

| 1. | Be your wings (Music Video)                                                                               |  |
| 2. | Tales of VS. (Opening Animation Movie) (「テイルズ オブ バーサス」オープニング・アニメーション・ムービー) |  |